# Bajas
Bajas (Bages en francès) és un municipi de França de la regió d'Occitània, al departament de l'Aude.